# Jan Wysocki (artysta)
Jan Wysocki (ur. 7 lutego 1873 w Mysłowicach, zm. 3 października 1960 w Katowicach) – polski rzeźbiarz, medalier, malarz.

## Życiorys
Był synem Antoniego, właściciela stolarni, i Marii Zuzanny z Popków. Ukończył gimnazjum klasyczne w Paczkowie (1893) i studia malarskie w Akademii Sztuk Pięknych w Monachium (1898). Naukę malarstwa, rzeźby i medalierstwa kontynuował w Paryżu (na akademiach „Julian” i „Colarossi”), Rzymie i Florencji. Od 1901 przez trzy lata mieszkał w Monachium, gdzie wystawiał swoje obrazy. W 1904 wyjechał do Katowic, gdzie założył prywatną szkołę sztuki oraz prowadził kursy rysunku w polskich gimnazjach w Sosnowcu i Bytomiu. Od 1908 przez dwa lata przebywał w Paryżu, gdzie wystawiał swoje prace medalierskie. Pod koniec 1910 przeniósł się do Monachium. Podczas I wojny światowej służył jako kartograf w armii niemieckiej na froncie włoskim. Po demobilizacji wrócił do Monachium, a w 1919 do Polski.
W latach 1919–1923 pełnił funkcje wicedyrektora i profesora Wydziału Rzeźby i Brązownictwa w Państwowej Szkole Przemysłu Artystycznego w Bydgoszczy. W 1923 przeniósł się do Poznania, gdzie objął kierownictwo Wydziału Rzeźby i Brązownictwa w Instytucie Sztuk Plastycznych. Był tymczasowym dyrektorem Państwowej Szkole Sztuk Zdobniczych w Poznaniu po oficjalnym zwolnieniu Fryderyka Pautscha w czerwcu 1925 roku i pełni tę funkcję do października, kiedy dyrektorem mianowany został Karol Zyndram Maszkowski.
Od 1935 był prezesem Grupy Artystów Wielkopolskich „Plastyka”. Ponadto w Poznaniu był prezydentem dorocznych Salonów Sztuki, członkiem zarządu Towarzystwa Przyjaciół Sztuk Pięknych, członkiem komisji kultury i sztuki zarządu miasta Poznania.
W 1940 został wysiedlony z Poznania do Sosnowca. Przez okres okupacji niemieckiej pracował jako robotnik fizyczny oraz organizował tajne kursy z zakresu malarstwa i medalierstwa. Po wojnie zamieszkał w Katowicach, gdzie uczył w Liceum Plastycznym i na kursach w Wojewódzkim Domu Kultury. W 1956 otrzymał nagrodę plastyczną Katowic za całokształt pracy artystycznej.   
Od 28 czerwca 1908 był mężem Katarzyny Lach.   
Zmarł w 1960 i został pochowany na Cmentarzu przy ulicy Francuskiej w Katowicach.   

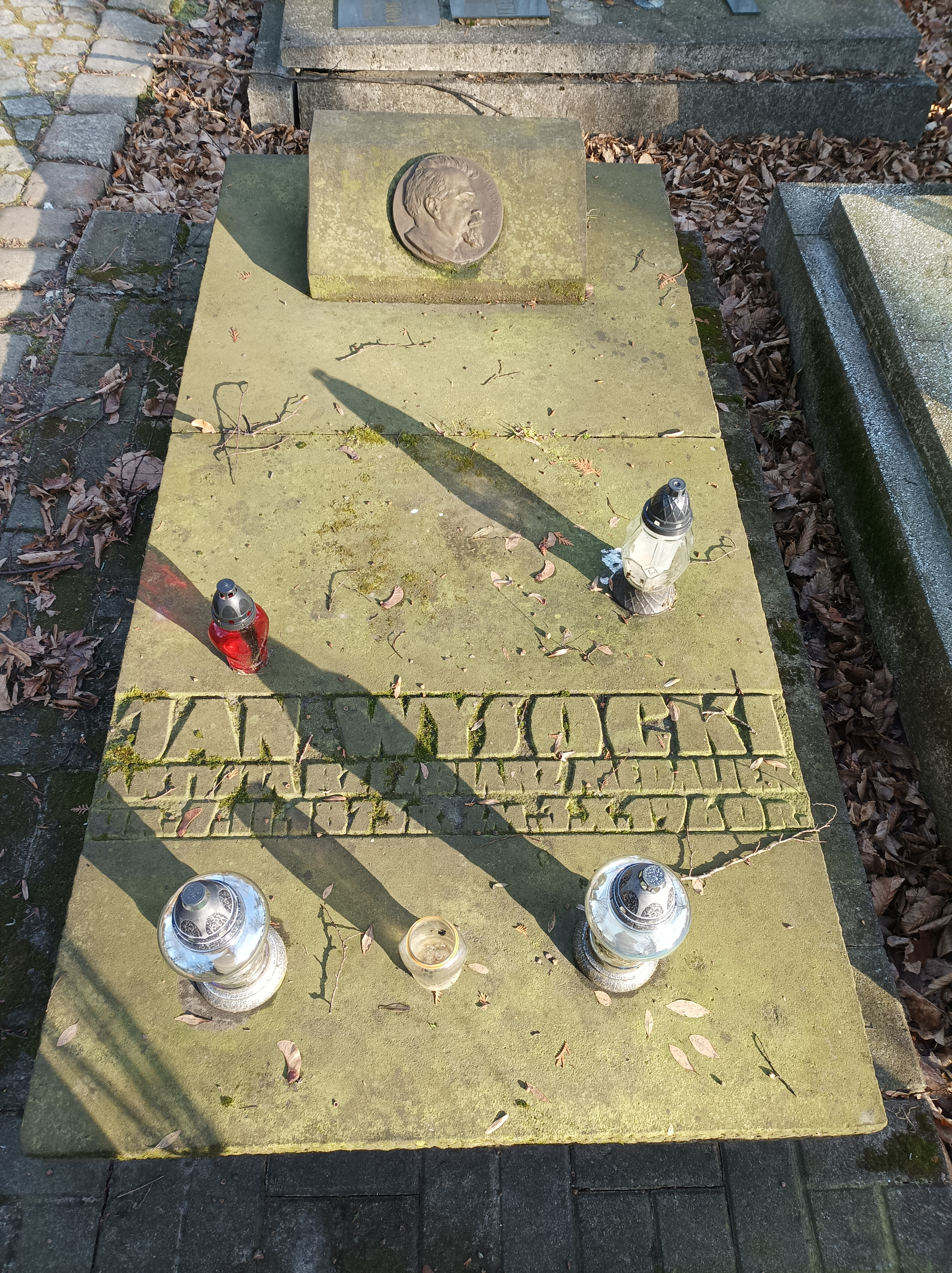
Grób Jana Wysockiego na cmentarzu przy ul. Francuskiej w Katowicach

## Twórczość
Na jego dorobek artystyczny składa się ponad 150 lanych medali, medalionów i plakiet. Inspirował się sztuką antyku i renesansu. Początkowo w twórczości artysty przeważały tematy fantastyczne oraz motywy z mitologii klasycznej. Po 1911 zajmował się głównie studiami portretowymi. Współpracował z Mennicą Państwową, która wybiła kilkanaście medali okolicznościowych według jego projektu. Był autorem projektu okolicznościowej dziesięciozłotówki wprowadzonej do obiegu 11 września 1933 r., wybitej z okazji 250. rocznicy odsieczy wiedeńskiej. 
Wykonał także, m.in. popiersie w brązie Marszałka J. Piłsudskiego, tablicę pamiątkową w brązie J. Śniadeckiego oraz insygnia dla rektora i dziekana dla Uniwersytetu Poznańskiego, epitafia w brązie dla biskupów w katedrze włocławskiej, tabernakulum i balustradę brązową dla katedry poznańskiej, łańcuch złoty dla prezydenta miasta Poznania.  
Został nagrodzony, m.in. I nagrodą Akademii Umiejętności w Monachium (1912), medalem brązowym na wystawie w Gandawie (1913), wielkim medalem srebrnym na Powszechnej Wystawie Krajowej w Poznaniu (1929). 

## Ordery i odznaczenia
- Złoty Krzyż Zasługi (dwukrotnie[2]: po raz drugi 11 listopada 1936[4])
- Medal Dziesięciolecia Odzyskanej Niepodległości[2]
- Brązowy Medal za Długoletnią Służbę[2]